# Gilbert Saboya Sunyé
 (mai 2019).
Gilbert Saboya Sunyé, né le 28 juillet 1966 à Sant Julià de Lòria, est un homme politique andorran, membre des Démocrates pour Andorre.

## Biographie
Titulaire d'une licence en sciences économiques obtenue à l'université Toulouse-I-Capitole en 1989, Gilbert Saboya Sunyé commence une carrière politique en étant élu en 1994 membre du Conseil général, le parlement de la principauté.
Membre des Démocrates pour Andorre, parti qui remporte les élections législatives anticipées d'avril 2011, il est nommé le mois suivant ministre des Affaires extérieures dans le gouvernement d'Antoni Martí Petit.